# Ваконе
Ваконе (итал. Vacone) — коммуна в Италии, располагается в регионе Лацио, в провинции Риети.
Население составляет 267 человек (2008 г.), плотность населения составляет 29 чел./км². Занимает площадь 9 км². Почтовый индекс — 2040. Телефонный код — 0746.
Покровителем города почитается апостол и евангелист Иоанн Богослов, празднование 27 декабря.

## Демография
Динамика населения:

## Администрация коммуны
- Официальный сайт: http://www.comune.vacone.ri.it/